# Iglesia de San Nicolás (Psača)
La Iglesia de San Nicolás (en macedonio: Црква „Свети Никола“), es una iglesia ortodoxa ubicado en Psača, en el municipio de Rankovtsé, en Macedonia del Norte. Su construcción fue ordenada por Vlatko Paskačić, un cortesano del rey serbio Esteban Uroš IV Dušan y su padre, el príncipe Paskač, en 1354.
Los frescos, realizados desde 1365 hasta 1371, forman uno de los mejores ejemplos de la pintura medieval macedonia. La iglesia fue originalmente parte de un monasterio ortodoxo.

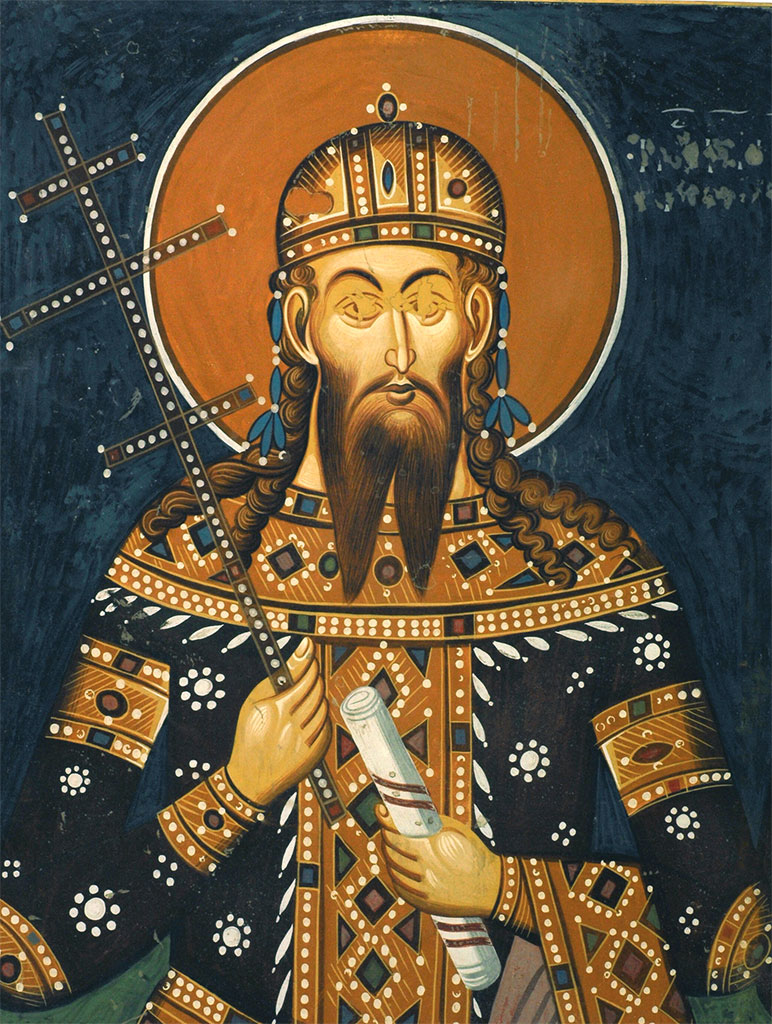
Fresco de Esteban Uroš V de Serbia
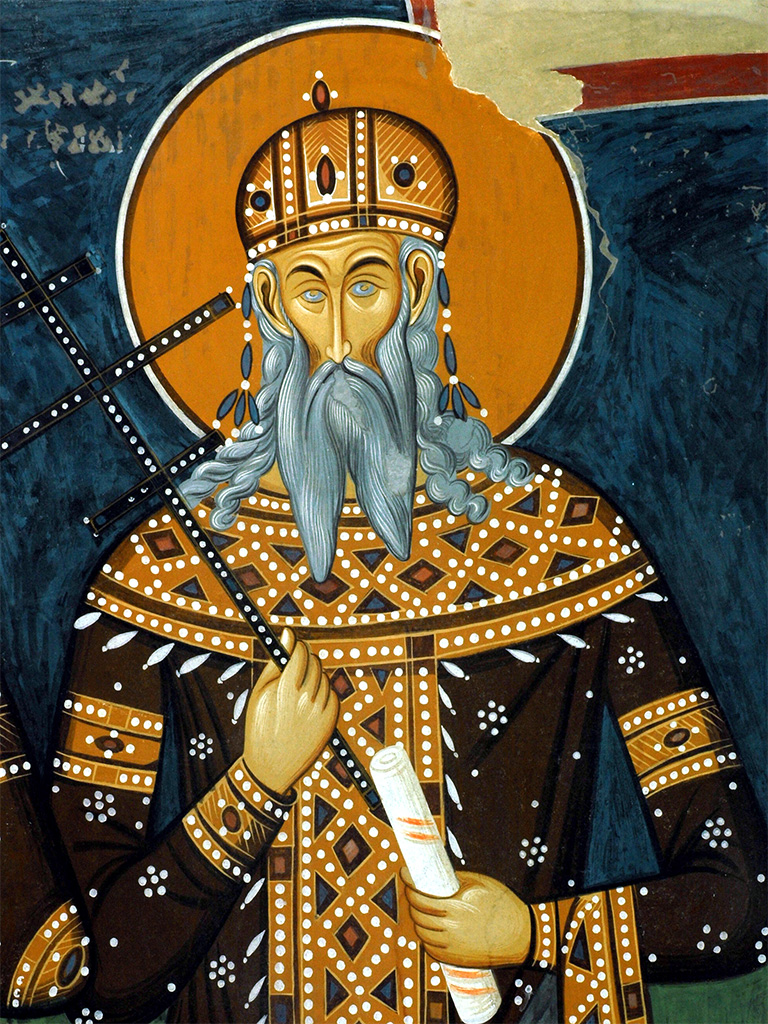
Fresco de Vukašin Mrnjavčević
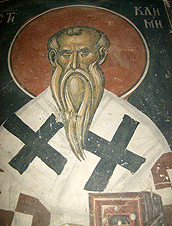
Fresco de Clemente de Ohrid
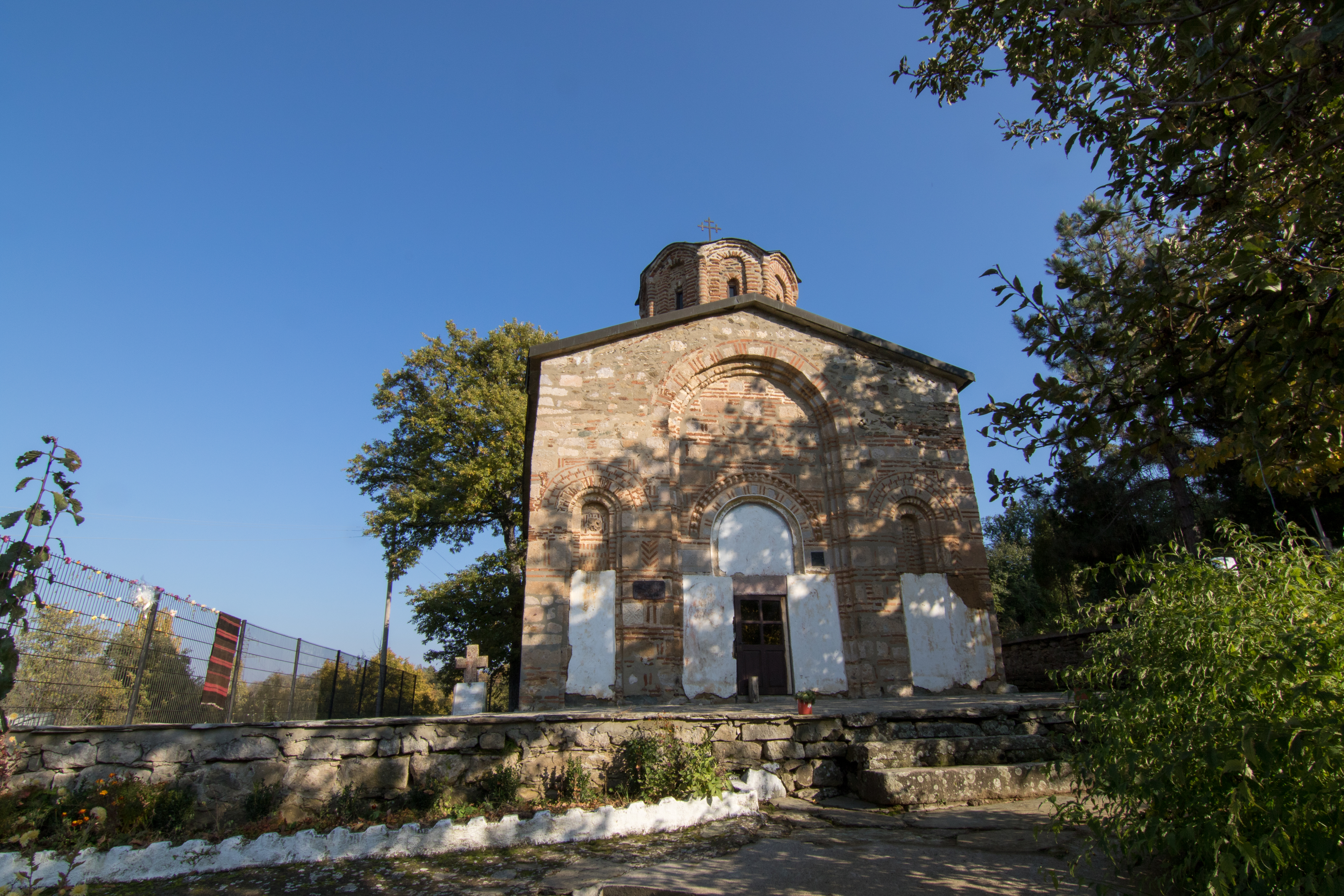